# جوديث أندرسن
جوديث أندرسن (بالدنماركية: Judith Andersen)‏ هي مجدفة دنماركية، ولدت في 16 نوفمبر 1951 في كوبنهاغن في الدنمارك.

## وصلات خارجية
- جوديث أندرسن على موقع الاتحاد الدولي للتجديف (الإنجليزية)
- جوديث أندرسن على موقع أوليمبيديا (الإنجليزية)